# The Little Train Robbery
The Little Train Robbery è un cortometraggio muto del 1905 diretto da Edwin S. Porter.
Il film è una parodia di The Great Train Robbery, popolarissimo film western diretto dallo stesso regista nel 1903. Nel remake il cast è formato interamente da bambini, nessuno dei quali è accreditato per nome.
Film che ritraevano gruppi di bambini furono da subito molto popolari al cinema. All'inizio si trattava di brevi filmati semidocumentari che mostravano gruppi di bambini che giocavano, come in Boys Diving, Honolulu (1901). Ma ben presto il pubblico non si accontentava più di una semplice situazione, voleva una storia e una storia sempre più elaborata e con elementi di sorpresa. I filmati cominciano così a sviluppare una trama, come nel caso di Turning the Tables (1903). Con The Little Train Robbery si compie un notevole salto qualitativo, per la lunghezza e la complessità della storia, e l'impegno richiesto al cast di bambini di recitare parti diverse e scene elaborate secondo un copione prestabilito. Il film è ritenuto essere la prima parodia di un altro film mai realizzata nella storia del cinema.

## Trama
Una banda di rapinatori, composta da ragazzini, si raduna per dare l'assalto ad un treno, i cui passeggeri sono anch'essi dei ragazzini. Il bottino consiste prevalentemente di dolci e bambole. La banda fugge inseguita dalla polizia ma proprio nel momento in cui si sentono al sicuro e cominciano a spartirsi la refurtiva la polizia fa irruzione e li cattura.

## Produzione
Il film fu prodotto dalla Edison Manufacturing Company. Le riprese furono effettuate nell'agosto 1905 a Olympia Park, vicino a Connellsville in Pennsylvania.

## Distribuzione
Il film fu distribuito dalla Edison Manufacturing Company il 1 settembre 1905.